# Red Sonja
Red Sonja é uma personagem criada por Roy Thomas para Marvel Comics inspirada em contos de Robert E. Howard, ligada ao universo de Conan, o Bárbaro. Ela foi livremente inspirada em "Red Sonya de Rogatino", do livro de Robert E. Howard "The Shadow of Vulture". A partir de 2005, a série foi publicada pela Dynamite Entertainment. Na edição 34, a Sonja original foi morto e substituído por uma "reencarnação". A série foi reiniciada pela escritora Gail Simone em 2013, contando uma versão alterada da história da infância de Red Sonja através de flashbacks. Em 2017, Amy Chu começou a escrever a série.

Red Sonja apareceu em várias edições, tanto a solo quanto em conjunto com Conan, bem como em alguns crossovers da Marvel. Uma romantização foi publicada na década de 1980, escrita por David C. Smith e Richard L. Tierney, e em 1985, um filme estrelado por Brigitte Nielsen no papel-título. Também houve adaptações de televisão e animação. Um filme com Matilda Lutz no papel-título foi lançado em 2025.
Sonja é conhecida por um biquíni de malha, cobrindo apenas a cintura e os seios.

## História
Sonja vivia na Era Hiboriana, numa fazenda da nação conhecida como Hirkânia.
Nascida em uma família bastante modesta, sua mãe era uma mulher de grande fibra e seu pai, um mercenário aposentado. Juntos com seu dois irmãos, eles compunham um lar feliz.
Todos os dias, o pai de Sonja pacientemente ensinava aos filhos homens o manejo da espada, enquanto à menina só era permitido assistir às instruções. A bela ruiva, contudo, não aceitava aquilo e, quer por orgulho, quer por ciúme dos seus irmãos, todas as noites saía escondida para praticar o que lhe era proibido.
De repente, num agradável dia de outono, uma tropa de mercenários surgiu das montanhas. Eram antigos companheiros de seu pai, convidando-o a unir-se a eles para a campanha de inverno, onde iriam agir no reino de Khitai. Recusando o convite, o velho foi morto pelos ex-companheiros. Em seguida os criminosos chacinaram sua mulher e filhos, e o líder deles violentou a linda Sonja. Ateando fogo à casa, os mercenários partiram e, por milagre, a jovem ruiva conseguiu escapar das chamas, enrolando seu corpo em um cobertor molhado. Deixando a casa, desesperada, ela tombou no chão quase desfalecida, quando a visão de uma deusa chamou-lhe a atenção.
Com uma voz que lembrava música e o ribombar de trovões, a divindade falou à jovem que poderia conceder-lhe força para vencer seu sofrimento e assumir a emocionante vida de guerreira. Para que isso acontecesse, Sonja teria que fazer um juramento de jamais permitir que homem algum tocasse seu corpo, a não ser aquele que a vencesse numa batalha. Aceitando as condições propostas a ruiva foi tocada pela espada da deusa e, a partir de então tornou-se outra pessoa. Cheia de coragem e empunhando uma lâmina como ninguém, ela saiu a vagar por todo o continente, oferecendo seu serviços de guerreira ao exército que melhor lhe pagasse.

## Protótipos Red Sonja vs. Red Sonya
A personagem foi livremente baseada em Red Sonya de Rogatino criada por Robert E. Howard no conto The Shadow of the Vulture" publicada na revista The Magic Carpet em janeiro de 1934. Red Sonya era uma personagem de capa e espada situada na Renascença, que Roy Thomas reescreveu como uma história de Conan para a Marvel Comics publicada em  Conan, o bárbaro n° 23 (1973). Thomas também se baseou em outra personagem de Howard, Dark Agnes de Chastillon, uma espadachim francesa do século XVI. 

## Direitos autorais
Em 6 de junho de 2006, o site de quadrinhos Newsarama informou que a Red Sonja, LLC (que detém os direitos para a versão de Roy Thomas da personagem) entrou com uma ação por quatro acusações contra Paradox Entertainment (que reivindica direitos para Red Sonya como criação de Howard) no Tribunal Federal dos Estados Unidos em abril de 2006. As acusações eram de  violação de direitos autorais, violação de marca, diluição de marca, e concorrência desleal. A ação foi decidida em janeiro de 2008, no segundo dia da audiência, decidido que a Red Sonja LLC detêm os direitos sobre Red Sonja e Red Sonya, enquanto que a Paradoxx detêm os direitos sobre a Era Hiboriana. Mesmo assim, a personagem ainda pode ter histórias ambientadas nessa época.

## Trajes
Muitos artistas desenharam Red Sonja vestindo um curto biquini-armadura prateado, que trazia na indumentária argolas e botões reluzentes e que se tornaria famoso entre os leitores. Na primeira versão do personagem desenhada por Barry Windsor-Smith, nas aventuras de Conan "The Shadow of the Vulture" (A sombra do abutre) e "The Song of Red Sonja" (A canção de Red Sonja), revistas Conan the Barbarian 23 e 24 (1973), ela aparecera com roupas mais conservadoras, uma blusa de malha e calças curtas de seda vermelha.
Roy Thomas contou na introdução da revista Red Sonja Adventures Volume 1 (Dynamite Entertainment) que o artista espanhol Esteban Maroto que ilustrava a revista Savage Sword of Conan, redesenhou a roupa de Sonja e criou o biquini, no estilo de outras heroínas que ilustrava na década de 1970. Esse desenho foi publicado pela primeira vez na revista de Jim Steranko Comixscene #5 em preto e branco. Depois foi republicado em Savage Sword of Conan #1 e em Marvel Treasury Edition #15 colorida mas com reprodução empobrecida. Finalmente, o desenho foi restaurado e colorido por José Villarrubia como uma das capas da edição da Dynamite Entertainment de Red Sonja #2. Maroto voltaria a desenhar a heroína com o biquini numa página dupla de Savage Tales #3 e na primeira aventura solo de Red Sonja em Savage Sword of Conan #1. John Buscema ilustrou-a com o mesmo traje na mesma revista. Buscema voltou a repetir a aparência dela nesses trajes nas revista  43, 44 e 48 de Conan the Barbarian (1974) e Dick Giordano na primeira revista da Marvel Feature (1975) até que Frank Thorne assumisse a arte na revista 2 (1976). O "biquini" se mostrou popular entre os leitores, ficando bem conhecido com as capas pintadas de Boris Vallejo e outros.

## Red Sonja e o Homem-Aranha
A Editora Marvel possibilitou esse interessante crossover com o  Homem-Aranha em Marvel Team-Up #79 (março de 1979). A história, chamada "Sword of the She-Devil", se passa num museu onde Kulan Gath possui o corpo do guarda do museu através de um amuleto negro de ônix recém encontrado em expedições arqueológicas na Europa.
Chamado a ir ao museu e ver o que está a acontecer, Peter decide entrar no prédio como Homem-Aranha. Enquanto luta com vários demônios, Mary Jane Watson (que havia chegado com Peter) adentra ao prédio para procurar Peter quando ouve um chamado de uma espada reluzente. Ao empunhá-la, Mary Jane se transforma em Sonja. A partir daí, Sonja e o Homem-Aranha se juntam para derrotar Kulan Gath.~
Em 2007, um novo encontro entres os 2 personagens foi publicado.

## Outras mídias

### Romances
Sonja foi destaque em vários romances de David C. Smith e Richard L. Tierney com capas de Boris Vallejo:
- #1 The Ring of Ikribu (Ace 1981) (Adaptado nos quadrinhos de Roy Thomas e Esteban Maroto em The Savage Sword of Conan, edições 230–3). Smith escreveu um roteiro não produzido com base neste romance.
- #2 Demon Night (Ace 1982)
- #3 When Hell Laughs (Ace 1982)
- #4 Endithor's Daughter (Ace 1982)
- #5 Against the Prince of Hell (Ace 1983)
- #6 Star of Doom (Ace 1983)

### Televisão
Angelica Bridges interpretou a personagem no episódio "Red Sonja" da série de TV de 1997-1998, Conan the Adventurer. Em 1999, havia uma série de TV foi planejada com Sable estrelando como Red Sonja.

### Filmes
A personagem foi interpretada por Brigitte Nielsen no filme Red Sonja de 1985, que também teve Arnold Schwarzenegger como Grão-lorde Kalidor (originalmente destinado a ser Conan). O filme foi dirigido por Richard Fleischer.
Misty Lee fez a voz da personagem no filme de animação de 2016 Red Sonja: Queen of Plagues.
A atriz Rose McGowan foi originalmente escalada para interpretar Sonja no filme Red Sonja de 2010, mas esses planos foram abandonados depois que McGowan sofreu ferimentos que danificaram permanentemente a mobilidade e a força do braço direito. Em uma entrevista em fevereiro de 2011, o produtor de cinema Avi Lerner afirmou que Simon West foi contratado para dirigir o filme e também mencionou Amber Heard como o primeiro nome para o papel principal. Em 26 de fevereiro de 2015, Christopher Cosmos foi contratado para escrever o roteiro do filme. O cineasta Mike Le Han fez um vídeo sobre dirigir Red Sonja. De acordo com o prazo, a Millennium Films financiará e produzirá um novo filme da Red Sonja com Avi Lerner e Joe Gatta produzindo ao lado de Mark Canton da Cinelou Films e Courtney Solomon e roteiro por Ashley Miller. Em setembro de 2018, o The Hollywood Reporter informou que o estúdio estava considerando Bryan Singer para dirigir o filme. No mês seguinte, em outubro de 2018, Singer foi confirmado como diretor. Em fevereiro de 2019, após acusações de agressão sexual contra Singer , a Millennium afirmou que Red Sonja não estava mais na sua lista de filmes. No mês seguinte, o estúdio impediu Singer de dirigir o filme. Em 21 de junho de 2019, três meses após a remoção de Singer como diretor, o The Hollywood Reporter informou que Jill Soloway havia sido contratada para escrever e dirigir o filme. Em 26 de fevereiro de 2021, a mesma publicação anunciou que Tasha Huo foi selecionada para escrever o filme. O filme estava programado para começar a ser filmado em 2022, mas em março daquele ano foi relatado que Soloway havia saído do projeto e M. J. Bassett foi contratado como diretor. Em 23 de agosto de 2022, a Millennium Media confirmou que o filme havia começado a produção na Bulgária, com a atriz italiana Matilda Lutz interpretando o papel-título. O filme foi lançado nos Estados Unidos e no Reino Unido em 13 de agosto de 2025.